# Omar Mateen
Omar Mir Seddique Mateen (New York, 1986. november 16. – Orlando, 2016. június 12.) afgán származású amerikai bűnöző, terrorista. A 2016-os orlandói terrortámadás elkövetője.

## Élete
Mateen apja afgán (egész pontosan pastu) származású férfi, aki a 80-as évek elején vándorolt ki az Amerikai Egyesült Államokba és a tálibok támogatója volt. Mateen New Yorkban nevelkedett és a családja 1991-ben költözött a floridai Port St. Lucie-ba. 2006-ban vette fel a "Mateen" nevet (perzsa nyelven: (متين)), ami azt jelenti "kemény"/"erős". Ugyanebben az évben lépett be a Demokrata Pártba, aminek haláláig tagja volt. Mateen 2009 áprilisában hozzáment az üzbég Sitora Yusifiy-hoz, de házasságuk nem tartott sokáig, 2011-ben elváltak. Mateen 2006 októberétől 2007 áprilisáig börtönőrként dolgozott, majd 2007 szeptemberétől haláláig a G4S foglalkoztatta, mint biztonsági őr. Mateen egyes ismerősei szerint, a férfi homoszexuális vagy biszexuális lehetett. A Pulse nevű meleg bár (ahol a terrortámadást elkövette Mateen) öt törzsvendége azt állította a merénylet után, hogy legalább egy tucat alkalommal látták már Mateen-t a bár vendégeként. Egy korábbi munkatársa szerint Mateen, "zavarodott és instabil jellemű" ember, aki szélsőségesen iszlamista, aki többször tett rasszista és homofób megjegyzéseket. Mateen szerepelt az FBI terrorista megfigyelési listáján , de a vizsgálat után törölték a listáról. Mateen támogatója volt az Al-Nuszra Front-nak és hűségesküt tett az Iszlám Államnak.
2016. június 12-én, körülbelül 02:00-kor, Mateen belépett a Pulse nevű szórakozóhelyre Orlandóban, és lövöldözni kezdett. 02:22-kor felhívta telefonon a rendőrséget (911), és elmondta, hogy hűségesküt tesz az Iszlám Államnak, és megemlítette a 2013-as bostoni robbantás két elkövetőjét Tamerlan és Dzhokhar Tsarnaev-et, és Moner Mohammad Abu Salha-t, egyik ismerősét, aki meghalt egy öngyilkos merényletben amit az Al-Nuszra Front szervezett 2014-ben Szíriában. Mateen túszokat ejtett, miután a rendőrség megérkezett többször tűzharcba keveredett velük. 05:00 körül a rendőrség agyonlőtte Mateen és ezzel véget vetett a támadásnak.

## Fordítás
- Ez a szócikk részben vagy egészben  az   Omar Mateen című angol Wikipédia-szócikk fordításán alapul.  Az eredeti cikk szerkesztőit annak laptörténete sorolja fel. Ez a jelzés csupán a megfogalmazás eredetét és a szerzői jogokat jelzi, nem szolgál a cikkben szereplő információk forrásmegjelöléseként.